# Entusiasme: Donbass symfoni
Entusiasme: Donbass symfoni (ukrainsk: Ентузіязм: Симфонія Донбасу) er en sovjetisk tonefilm fra 1931 instrueret af Dsiga Vertov. Det er den første film udgivet af det ukrainske filmstudie Ukrainfilm (Українфільм). Filmens lydside anses eksperimentiel og avant-garde på grund af sin brug af lyde af maskiner, fabrikker og industri; menneskelige stemmer spiller en mindre rolle i filmen. Filmen er også bemærkelsesværdig ved at være dokumentarisk og optaget uden for et filmstudie.

## Handling og formål
Filmen blev skabt for at fremme og fejre Stalins første femårsplan, der blev forsøgt gennemført i årene fra 1928 til 1932. Filmen udspiller sig i Ukraines Donbassregion, der som følge af sin forholdsvis udviklede mine- og sværindustri var et vigtigt element i femårsplanen.
Filmen understreger betydningen af kul og der vises i filmen adskillige billeder og scener med kularbejdere, kulovne, kulminer og vogne lastet med kul.